# General der Luftwaffe Kanalinseln
Der General der Luftwaffe Kanalinseln war ein Kommandostab auf Brigadeebene der Luftwaffe im Zweiten Weltkrieg. Seine Aufstellung erfolgte am 2. September 1943 durch Umwandlung des Brigadestabes der 11. Flak-Brigade. Der Brigadestab fungierte dabei als Truppenvorgesetzter aller Flakkräfte auf den von der Wehrmacht besetzten Kanalinseln Guernsey, Jersey und Alderney, wobei sich der Gefechtsstand auf Guernsey befand.
Taktisch unterstellt war der General der Luftwaffe Kanalinseln zunächst Generalmajor Alfons Luczny (1. Februar 1942 bis 30. September 1943) sowie danach von Oberst und späteren Generalmajor Alexander Dini zunächst dem Feld-Luftgaukommando Westfrankreich direkt und nach der geglückten alliierten Landung in der Normandie dem Luftwaffenkommando West. Im November 1944 wurde der Kommandostab dem Festungkommandanten der Kanalinseln unterstellt. Die Kapitulation erfolgte nach dem 8. Mai 1945. 

## Unterstellte Verbände
- gemischte Flak-Abteilung 197 (8 Batterien auf Alderney)
- gemischte Flak-Abteilung 292 (11 Batterien auf Guernsey)
- gemischte Flak-Abteilung 364 (11 Batterien auf Jeresey[1])